# Tourtière de Chasluç
Al Llemosí, i especialment a la regió dels Monts de Chasluç, la tourtière és una preparació culinària tradicional, que s'elabora amb pasta de llevat, patates, crème fraiche i restes de petit salé.
Aquesta especialitat, que no s'ha de confondre amb les tourtes o tourtières del sud-oest de la Gascunya, té fama de ser molt calòrica<.ref>
«Les gymnastes aussi mangent la tourtière». lepopulaire.fr, 28-01-2021. [Consulta: 22 octubre 2021]../ref>
Una versió sense carn, anomenada pastis de treflas, també és un plat tradicional local.